# هاني الوزان
هاني الوزان، مواليد 3 يناير 1973 مذيع كويتي. يقدم نشرة الأخبار في قناة الوطن. وهو مدير إدارة قطاع الأخبار قناة الوطن.
انطلق في نهاية التسعينات في تلفزيون الكويت وعمل في الإذاعة والتلفزيون.